# Уилям Блейк
Уилям Блейк (на английски: William Blake) (28 ноември 1757 г. – 12 август 1827) е английски поет, художник и гравьор, автор на оригинални поредици от лирични и епични стихове, илюстрирани от самия него. Макар че не получава признание приживе, днес той е смятан за един от първите и най-значимите представители на зараждащия се романтизъм.
До голяма степен непризнат през целия си живот днес Блейк се счита за фундаментална фигура в историята на поезията и изобразителното изкуство от епохата на романтизма. Съществува мнение, че „благодарение на своите добродетели формира най-малко популярната сред читателите поезия на английски език“ (what is in proportion to its merits the least read body of poetry in the English language). Визуалният му артистизъм кара един критик на съвременно изкуство да го провъзгласи „отвъд най-големия художник, който Великобритания е раждала някога“. През 2002 г. Блейк бе поставен под номер 38 в анкета на BBC за 100-те най-велики британци. Въпреки че е живял в Лондон през целия си живот (с изключение на три години, прекарани във Фелфъм), той създава разнообразно и богато на символи творчество, което обхваща въображението като „тяло на Бога“ и „същността на човешкото съществуване“.
Смятан за луд от съвременниците заради възгледите си, Блейк получава силна подкрепа по-късно от критиците за своята експресивност и креативност, както и за философските и мистични влияния в творчеството си. Неговите картини и поезия са били характеризирани като част от движението предромантизъм през 18 век. Настроен благоговейно към Библията, но враждебен към Църквата на Англия (всъщност е настроен враждебно към всички форми на организирана религия), Блейк е бил повлиян от идеалите и амбициите на френската и американската революция. Въпреки че по-късно отхвърля много от тези политически убеждения, той поддържа добри отношения с политическия активист Томас Пейн и е бил повлиян също и от мислители като Емануел Сведенборг. Въпреки тези влияния върху творчеството му, необичайната работа на Блейк го прави труден за класифициране. Известният учен от 19 век Уилям Розети го характеризира като „славно светило“ (glorious luminary) и „човек, който нито изпреварва предшествениците си, нито се отнася към съвременниците, нито ще може да бъде заменен някога, от някого“ (a man not forestalled by predecessors, nor to be classed with contemporaries, nor to be replaced by known or readily surmisable successors).
Българският поет Атанас Далчев казва за Блейк: „Знам само това, че този човек пише като самата природа – ако природата пишеше“, според когото поезията или философията са „пророчества“ и „видения“ и възприемането им от читателя е дешифриране, тълкуване, екзегетика.

## Ранни години
Уилям Блейк е роден на 28 ноември 1757 г. в сграда, намираща се на 28 Broad Str (сега Broadwick Str.) в Сохо, Лондон. Той е третото от седем деца, две от които умират още в ранна детска възраст. Бащата на Блейк, Джеймс, е работил във фирма за производство на чорапи. Малкият Уилям посещава училище колкото да се научи да чете и пише, и го напуска на десетгодишна възраст, като майка му – Катрин Райт Армитидж Блейк (Catherine Wright Armitage Blake) се заема да дообразова своя син. Въпреки че родът Блейк са били отцепници, Уилям приема Християнството на 11 декември в църквата Св. Джеймс, Пикадили, Лондон. Библията оказва дълбоко влияние върху Уилям още от най-ранна възраст и остава основен източник на вдъхновение през целия му живот.
Още от ранна възраст Блейк проявява голям интерес към гравьорството и започва да гравира копия на рисунки на гръцки антики, закупени от баща му, практика, която е предпочитал пред обикновеното рисуване. По този начин Блейк се докосва за първи път до класическите форми в изкуството на творци като Рафаел, Микеланджело, Мартен ван Хемскерк и Албрехт Дюрер. Количеството книги, които Джеймс и Катрин са били в състояние да закупят за младия Уилям, предполага, че семейство Блейк се радват, поне за известно време, на добро социално положение.
Малкият Уилям бързо показва характера си и на десетгодишна възраст родителите му познавали достатъчно добре неговия вироглав темперамент. Поради това и по негова собствена воля, той прекъсва училище и през 1767 г. се записва в училището по рисуване на Хенри Парс в Странд. Там Уилям жадно попивал знания от книги, които подбирал по свое желание. През този период Блейк прави първите си пътешествия в поезията, което е видно в ранните му работи, демонстриращи познаване на Бен Джонсън, Едмънд Спенсър, псалми.

### Стаж при Базайър
На 4 август 1772 г. Блейк е приет за чирак при гравьора Джеймс Базайър за срок от седем години срещу сумата от 52.10 паунда. В края на седмата година, на 21-годишна възраст, той става професионален гравьор. За съжаления няма оцеляло доказателство за някакво сериозно несъгласие или конфликт между учител и ученик, за периода на стажуване на Блейк. В биография Питър Акройд обаче, се отбелязва, че Блейк добавя името на Джеймс Базайър към списък с „неприятели“ в изуството, като след това го е зачеркнал. Вероятно стилът на гравиране на Базайър, налаган над учениците му, е поддържал класическият за онова време и малко (или много) старомоден начин на гравиране, избягвайки мецотинтото например.Съществуват спекулации, че обучението на Блейк в тази си остаряла форма, може да е била в ущърб на бъдещите му опити да си намери работа, както и да бъде признат в по-късна възраст.
Две години след това Базайър изпраща ученика си да прекопира изображения от различни готическите църкви в Лондон (може би за уреждане на спор между Блейк и Джеймс Паркър, колегата му чирак). Преживявания на младия Уилям в Уестминстърското абатство до голяма степен помагат за оформянето на артистичния му стил и бъдещи идеи в тази посока. По онова време абатството е изглеждало доста „готически“ – украсено с брони и щитове, изрисувано с погребални процесии и множество многоцветни восъчни фигури. Акройд отбелязва, че „... най-първото впечатление биха направили избледнелите цветове“. Това детайлно проучване на готиката (което Уилям вижда като „форма на живот“), оставя ясни следи в неговия бъдещ стил на работа.
През дългите следобеди, прекарани в скициране, Уилям често е бил прекъсван от момчетата от Уестминстърското училище, които имали право да се разхождат в абатството през свободното си време. Те много го дразнели и особено едно от тях, което го тормозело толкова много, че в един момент Блейк го избутва с груба сила от скелето на земята, „чувствайки се смазан от прилива на този вид насилие“. Тази случка прелива чашата на и бездруго краткото търпение на Уилям и той отправя оплакване към декана на Уестминстърското училище, който приема присърце оплакването и забранява на учениците да се разхождат свободно в абатството.
Присъствието на Блейк на подобни места оказва своето силно влияние върху него и често е бил спохождан от видения на голямо шествие, предвождано от Иисус, съпътстван от неговите апостоли, монаси и свещеници. Виденията са били достатъчно ярки, за да чуе дори песнопенията на тълпата.

### Кралската академия по изкуства
На 8 октомври 1779 г. Блейк е приет за студент в Кралската академия по изкуства в Old Somerset House, близо до Странд. Условията по приемането му в академията не изисквали заплащане, но от него се очаквало да предоставя собствени материали през целия период на обучение – шест години.
Своенравният Уилям, считал стила на работа на „модерните“ художници, като тази на Рубенс например, за „незавършен“ и не пропускал да изрази бурно несъгласието си с тогавашния президент на академията Джошуа Рейнолдс, издигащ в култ тези творения. С времето това, заедно с позицията на Рейнолдс за „обща истина“ и „обща красота“ в изкуството, довежда Блейк до състояние на абсолютна нетърпимост и несъгласие с президента на академията. Рейнолдс отбеляза в свои бележки, че „склонността към създаването на абстракции, генерализирането и изготвянето на класификации е величието на човешкия ум“; в бележките на своето лично копие Блейк отвръща, че „Генерализирането е присъщо само за един идиот; единствено взимането на детайлите под внимание свидетелства за истински принос“. Тази бележка идеално демонстрира отношението на Блейк към „генерализирането“ във всичките му форми. Докато Рейнолдс адмирирал работата с масло, Блейк предпочитал класическата прецизност в детайла, характерна за Микеланджело и Рафаел, които отрано повлияват начина му на работа. В личен аспект Рейнолдс проявявал твърде особена смиреност към всички и всичко, което Блейк приемал за форма на лицемерие.
Дейвид Биндман предполага, че антагонизмът на Блейк към Рейнолдс не е породен в такава степен от позицията на президента спрямо изкуството (също като Блейк и Рейнолдс смятал, че историческата живопис е значително по-стойностна, отколкото „обикновените“ пейзажи и портрети), а по-скоро „срещу лицемерието си да не се отстояват идеалите на практика.“ Въпреки всичко това или може би именно заради него, Блейк не е имал нищо против да участва със свои творби в Кралската академия, като представя шест от тях за периода 1780 – 1808 г.
Още през първата си година в академията Блейк се сприятелява със скулптора Джон Флаксман, Томас Стотърд – художник и илюстратор, и колекционера на произведения на изкуството и поет Джордж Къмбърланд, които споделяли радикалните си възгледи. По-късно се присъединяват към Обществото за конституционна информация, чиято цел била да насърчи реформи в парламента.

### „Метежът Гордън“
Първият биограф на Блейк, Александър Гилкрист, пише, че през юни 1780 г. Блейк вървял към магазина на Джеймс Базайър на Great Queen Street, когато буквално бил пометен от разярена тълпа хора, щурмуваща затвора Нюгейт. Тълпата налетяла върху вратите на затвора с лопати, кирки и други подобни сечива, подпалили сградата и в крайна сметка успели да освободят затворниците. Твърди се, че Блейк е бил в предната част на въпросната тълпа по време на нападението, а метежът бил в отговор на парламентарен законопроект за отнемане на санкциите срещу римокатолицизма и става известен като „Метежът Гордън“ (на името на лорд Джордж Гордън, политик и предводител на поредицата от метежи, носещи неговото име). Това предизвиква големи вълнения от страна на правителството на Джордж III и налагат промени в настоящото законодателството, провокирайки създаването на първите полицейски сили. Въпреки настояването на Гилкрист, че Блейк е „принуден“ да придружава тълпата, някои биографи твърдят, че той я придружава импулсивно и/или я подкрепя като революционен акт. Джером Макган обаче твърди точно обратното – че размириците и подобни събития като цяло биха предизвикали „отвращение“ у Блейк.

### Брак с Катрин Баучер и начало на творческата кариера
Блейк среща Катрин Баучер през 1782 година в особен за него момент, все още съвземайки се от връзка, приключила по твърде неприятен за него начин – отказ на предложението му за женитба. Още в самото начало на познанството им Катрин бързо разпознала в Уилям бъдещия си съпруг. Интересно е, че Блейк е разкрил разочарованието си от предишната връзка пред нея и родителите ѝ, а след като останали насаме, неочаквано запитал Катрин: „Съжалявате ли ме?“ Когато тя отговорила утвърдително, Блейк заявил още по-неочакваното: „В такъв случай, аз Ви обичам.“ След тази интересна история, по-младият с 5 години Блейк и Катрин се бракосъчетават на 18 август 1782 г. в църквата Св. Мария в Батърсий. Не по-малко интересен е и фактът, че по това време Катрин е била напълно неграмотна и сватбеното свидетелство е подписано от нейна страна с „Х“. Въпросното свидетелство е оцеляло през годините и в периода 1976 – 1982 е поставено в рамка и изложено в църквата.
По-късно Блейк научава Катрин не само да чете и пише, но и на почти целия процес на гравиране, ецване и отпечатване, както и да ползва гравьорските преси, на които е печатал собствените си произведения. Любовта между двамата остава жива, а връзката им силна през целия им съвместен живот. През това време Катрин помага на „странния“ си съпруг в многобройните трудни моменти с които се е сблъсквал, негативното отношение на хората към него, вдъхновявала го и поддържала духа му. Въпреки че двамата останали бездетни (по неясни причини), Катрин вярвала силно в Уилям, обожавала начина му на работа, споделяла възгледите му върху християнството и помагала в отпечатването на голяма част от творбите му.
Първата си стихосбирка „Поетични щрихи“ (Poetical Sketches) Блейк отпечатва около 1783 г. През 1784 малко след смъртта на баща си Блейк и неговия приятел и бивш колега Джеймс Паркър отварят печатница и започват работа с издателя Джоузеф Джонсън. По това време къщата на Джонсън е била средище и място за срещи на някои от големите английски интелектуалци-дисиденти, като теолога Джоузеф Пристли, философа Ричард Прайс, художника Хенри Фюсели, феминистката Мери Уолстънкрафт и англо-американския революционер Томас Пейн. Заедно с Уилям Уърдсуърт и Уилям Годуин, Блейк таял определени надежди за успеха на френската революция и дори носел фригийската шапка в знак на солидарност с френските революционери. Възцаряването на терора и убийствата, заедно с възхода на Робеспиер, предизвикали голяма тъга и отчаяние у Блейк.
През 1784 г. Блейк съчинява стихосбирката „Остров на Луната“ (An Island in the Moon), която остава недовършена, но съдържа ранни версии на поеми, по-късно включени в „Песни на невинността“.
През 1788 и 1791 г. Уилям илюстрира „Оригинални истории от реалния живот“ (Original Stories from Real Life) от Мери Уолстънкрафт. На пръв поглед изглежда, че двамата са споделяли някои мнения относно равенството между половете и бракът като институция, но няма оцелели доказателства, дали това наистина е било така. В подкрепа на тази хипотеза може да се разгледа издадената през 1793 „Видения на дъщерите на Албион“ (Visions of the daughters of Albion), където Блейк осъжда жестоко абсурдността на принудително целомъдрие, както и бракът без любов и защитава правото на жените за себереализация, адекватна с тази на мъжете.

### Релефен офорт (Relief etching)
През 1788 г., на 31-годишна възраст, Блейк започва да експериментира с нова техника, която той нарича релефен офорт, който използва, за да отпечатва повечето от книгите си, картини, памфлети и стихотворения. Интересен факт е, че откриването на тази техника на висок печат принадлежи на Блейк, като той остава единствения практикуващ го в този му вид художник. Процесът би могъл да се нарече „илюстрован печат“ (illuminated printing) и се състои в писане на текст и/или рисуване на изображения върху медна плоча с подходяща, киселиноустойчива боя. След като изсъхне боята медната плоча се ецва с киселина, докато се получи желаната височина на покритите с боя места. След това боята се отстранява и започва процеса на печатане, където само „високите“ места ще покрият с мастило и отпечатат върху хартията. Това е точно обратно на дълбокия печат в резултат на класическия офорт, при която медната плоча се покрива с киселиноусточиво покритие (например битум, разтворен в подходящ разтворител), след което с различни инструменти се „издрасква“ покритието, оставяйки незащитени места по плочата. След като работата по изображението приключи, плочата се поставя в киселина и така издрасканите места се ецват от нея. Киселиноустойчивото покритие се отстранява напълно, плочата се намазва с мастило, което се „изтрива“, оставайки само във вдлъбнатините. Идеята на Блейк за висок печат (Блейк нарича плочите си „клишета“) е доста иновативна и много подходяща при печат на изделия с голям тираж, тъй като спестява значително количество време в различни процедури, като „изтриване“ на мастилото например при класическия офорт. Клишето, като част от процеса за висок печат е открито още през 1725, но тогавашния метод се е състоял от приготвяне на метална отливка по предварително направена дърворезба, докато иновацията на Блейк, описана по-горе е напълно различен метод и техника. След като отпечатвал страниците, той ги оцветявал ръчно с акварел и накрая подвързвал, като по този начин отделните страници се събирали в завършена книга. Блейк използва тази техника при отпечатването на най-известните си творби, включително „Песни на невинността“ и „Песни на опитността“, „Книга на Тел“, „Сватбата между Рая и Ада“ и „Ерусалим“.

### Гравюри
Въпреки че Блейк е известен най-вече с техниката на релефния офорт, комерсиалната му работа се състояла основно в характерния за 18 век начин на гравиране и печат – дълбок печат (интаглио). Докато този процес на гравиране е сложен, труден и отнема значително време, докато бъде завършен, съвременникът на Блейк, Джон Бойдел вижда в метода на Блейк „липсващото звено“ в търговията, където всеки творец може да се свърже много по-лесно с масовата публика.
Блейк използва интаглио, макар и много ограничено и в собствените си работи, най-вече за илюстрациите в „Книга на Йов“, която завършва малко преди смъртта си. Усилията си съсредоточава върху работата с откритата от него техника на релефния офорт (relief etching), тъй като тя се оказва по-доброто решение за неговите цели. Проучване от 2009 г. привлича внимание върху оцелели медни плочи, използвани от Блейк, включително и такива от „Книга на Йов“, където става ясно, че той често е ползвал металопластика (метод, при който ковък метален лист, напр. мед, се изковава от обратната страна, върху предварително подготвен вдлъбнат релеф), вероятно за да коригира грешки при гравирането или да преизползва даден метален лист. Ползването на тези техники, заедно с открития от него релефен офорт е много различен за времето си подход, едновременно иновативен, практичен и изключително ефективен.

## По-късни години и развитие на творчеството
Уилям Блейк сам илюстрира произведенията си с акварели и гравюри – стихосбирките „Songs of Innocence“ („Песни на невинността“) от 1789 г., „Songs of Experience“ („Песни на опитността“) от 1793 г., илюстрации към „Божествена комедия“ на Данте, „Книга на Йов“ и др. В творчеството на Блейк намира ярко отражение романтизмът, търсещ своето място в английското изкуство в края на XVIII в. и първата четвърт на XIX век. За творбите му са характерни алегориите, мистичната символика, острите композиционни решения и почти произволната игра на линии и цветове. Блейк отрича традиционната композиция и перспективата. Стилът му е отразява уникално мистично виждане за света, смесване на реалност и фантазия. Днес той се смята за един от гениите на английската литература и изкуство и уникален живописец.